# Irrbach (Osterbach)
Der Irrbach ist ein gut zwei Kilometer langer linker und westlicher Zufluss des Osterbaches.

## Geographie

### Verlauf

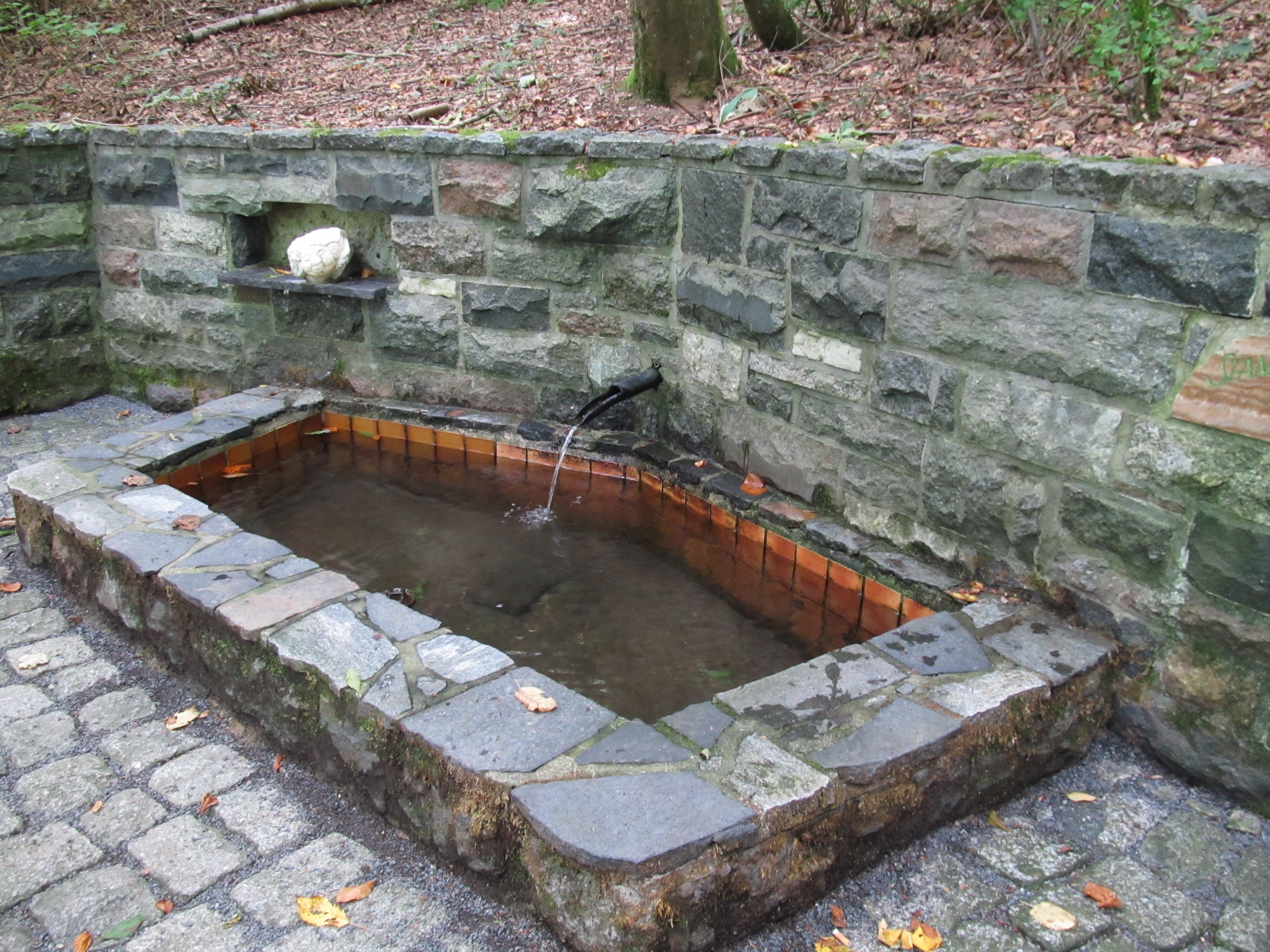
Irrbachquelle

Der Irrbach entspringt im Odenwald auf einer Höhe von etwa 348 m ü. NN in einer Waldwiese südwestlich von Reichelsheim-Unter-Ostern. Seine Quelle liegt in der Gemarkung von Ober-Ostern.
Er fließt zunächst in nördlicher Richtung zwischen den beiden bewaldeten Hügeln, dem Dachsberg (385 m ü. NHN) auf seiner rechten und dem Schmelzbuckel (365 m ü. NHN) auf seiner linken Seite. Südlich des Klößbuckeles (367,3 m ü. NHN) schlägt der Bach einen weiten Bogen nach Westen. Kurz bevor er den Ortsrand von Unter-Ostern erreicht, wird er auf seiner rechten Seite von dem aus dem Südwesten kommenden Lauchbach gespeist. 
Der Irrbach mündet schließlich in Unter-Ostern auf einer Höhe von etwa 231 m ü. NHN in den Osterbach.
Sein etwa 2,1 km langer Lauf endet ungefähr 117 Höhenmeter unterhalb seiner Quelle, er hat somit ein mittleres Sohlgefälle von 56 ‰.

### Einzugsgebiet
Das Einzugsgebiet des Irrbachs liegt im Vorderen Odenwald und wird über den Osterbach, die Gersprenz, den Main und den Rhein zur Nordsee entwässert.
Es grenzt
- im Osten an das des Osterbachs
- im Südwesten an das des Benzenbach der in den linken Gersprenz-Quellbach Mergbach mündet
- im Westen an das des Schnepfenbachs, ebenfalls ein Mergbach-Zufluss
- und im Norden an das des Mergbachs selbst.

Die höchste Erhebung ist die 409,9 m ü. NHN hohe Range im Süden des Einzugsgebiets.
Das Einzugsgebiet ist in den bergigen Bereichen bewaldet, in den Auen herrscht Grünland vor, ansonsten Ackerland.

### Zuflüsse
- Lauchbach (rechts), 0,9 km

### Flusssystem Gersprenz
- Fließgewässer im Flusssystem Gersprenz